# Karabinek Daewoo DR 200
Karabinek Daewoo DR 200 Rifle – południowokoreański karabinek automatyczny, odmiana Daewoo K2, produkowany przez firmę Daewoo Precision Industries.
Produkcję karabinka rozpoczęto w roku 1985. Jego konstrukcja jest mieszaniną rozwiązań konstrukcyjnych zaczerpniętych zarówno z karabinka M16, jak i karabinka AK. Zasada działania opiera się na działaniu gazów prochowych bezpośrednio na suwadło (podobnie jak w karabinku M16). Karabinek seryjnie posiada celownik krzywiznowy, ponadto istnieje możliwość montażu celownika optycznego. Broń fosforowana przeciwodblaskowo.
W roku 1997 pojawiła się wersja specjalna karabinka (DR 300) przystosowana do amunicji 7,62 × 39 mm.